# دون كاميرون (لاعب كرة قدم أسترالية)
دون كاميرون (بالإنجليزية: Don Cameron)‏ هو لاعب كرة قدم أسترالية أسترالي، ولد في 17 يوليو 1931.

## وصلات خارجية
- دون كاميرون على موقع AustralianFootball.com (الإنجليزية)
- دون كاميرون على موقع AFLtables.com (الإنجليزية)